# 中富良野町
中富良野町（なかふらのちょう）は、北海道のほぼ中央・富良野地区にある町。「ラベンダーのまち」として有名とされる。

## 概要
町名は、アイヌ語の「フーラヌイ」がフラヌイ（臭くにおう泥土、腐れ泥）となり、泥炭地帯を表現した地名（振縫）の中心が本町であることに由来している。2001年（平成13年）には「ふらののラベンダー」として環境省から「かおり風景100選」に選定されている。中富良野町を含む6市町村で「富良野・美瑛観光圏」を形成している。

## 地理
北海道のほぼ中央に位置している。町の東北から南西に向かって緩やかな傾斜が続き、丘陵部は畑地帯で平坦部は水田地帯になっている。
- 山：北星山（308.5 m）、高峰（626 m）
- 河川：空知川、富良野川

### 気候
内陸性気候に属して夏期は30 ℃、冬期はマイナス25 ℃前後となり。年平均気温は6 ℃で、寒暖差は10.9 ℃と北海道内で最も差が大きい方であり、年間降水量は900 mm前後、積雪量は平野部で1 m程度、山間部では2〜3 mに達する。内陸部の町であるが、日本海沿岸の多雪の影響を受ける。

### 人口
| |                                            |  |
| 中富良野町と全国の年齢別人口分布（2005年） | 中富良野町の年齢・男女別人口分布（2005年） |  |
| ■紫色 ― 中富良野町 ■緑色 ― 日本全国 | ■青色 ― 男性 ■赤色 ― 女性                  |  |
| 中富良野町（に相当する地域）の人口の推移 \| 1970年（昭和45年） \| 8,352人 \| \| \| 1975年（昭和50年） \| 7,421人 \| \| \| 1980年（昭和55年） \| 7,039人 \| \| \| 1985年（昭和60年） \| 6,723人 \| \| \| 1990年（平成2年） \| 6,331人 \| \| \| 1995年（平成7年） \| 5,931人 \| \| \| 2000年（平成12年） \| 5,833人 \| \| \| 2005年（平成17年） \| 5,707人 \| \| \| 2010年（平成22年） \| 5,476人 \| \| \| 2015年（平成27年） \| 5,069人 \| \| \| 2020年（令和2年） \| 4,733人 \| \| |                                            |  |
| 総務省統計局 国勢調査より |                                            |  |
| 1970年（昭和45年） | 8,352人                                    |  |
| 1975年（昭和50年） | 7,421人                                    |  |
| 1980年（昭和55年） | 7,039人                                    |  |
| 1985年（昭和60年） | 6,723人                                    |  |
| 1990年（平成2年） | 6,331人                                    |  |
| 1995年（平成7年） | 5,931人                                    |  |
| 2000年（平成12年） | 5,833人                                    |  |
| 2005年（平成17年） | 5,707人                                    |  |
| 2010年（平成22年） | 5,476人                                    |  |
| 2015年（平成27年） | 5,069人                                    |  |
| 2020年（令和2年） | 4,733人                                    |  |

## 歴史
- 縄文時代より栄え、アイヌの伝承がある。
- 1858年（安政05年）：松浦武四郎が富良野を調査、視察。
- 1895年（明治28年）：伊藤喜太郎が西中に単独入植[6]。
- 1897年（明治30年）：富良野村創立。歌志内村外一箇村（富良野村）戸長役場を歌志内（現在の歌志内市）に置く。
- 1898年（明治31年）：富良野村を上川支庁に編入。
- 1899年（明治32年）：富良野村戸長役場設置。
- 1900年（明治33年）：上富良野—下富良野間の鉄道開通し、中富良野駅開業。
- 1903年（明治36年）：富良野村を分割して下富良野村（現在の富良野市）を置き、富良野村を上富良野村（現在の上富良野町）と改称。
- 1917年（大正06年）：上富良野村から分割し、中富良野村となる｡
- 1919年（大正08年）：中央大排水完工[6]。
- 1923年（大正12年）：一級町村制施行[6]。
- 1964年（昭和39年）：町制施行し、中富良野町となる。
- 1981年（昭和56年）：『ラベンダー商工まつり』（現在のラベンダーまつり）初開催[7]。
- 2008年（平成20年）：富良野圏域5市町村による富良野広域連合設立（2009年業務開始）。
- 2015年（平成27年）：秋田県仙北郡美郷町と連携協力協定締結[8]。

## フラワー都市交流連絡協議会
フラワー都市交流連絡協議会は、花をまちづくりのシンボルにして活力と安らぎのある住みよいまちづくりを目指すため、全国9都市の花のまちが集まったもの。
- 北海道空知郡中富良野町
- 山形県長井市
- 富山県砺波市
- 岐阜県揖斐郡大野町
- 静岡県下田市
- 兵庫県宝塚市
- 山口県萩市
- 福岡県久留米市
- 鹿児島県大島郡和泊町

## 町議会
「議会の概要」参照
- 議員定数11人
- 本会議
  - 定例会（3月・6月・9月・12月）
  - 臨時会
- 委員会
  - 常任委員会
    - 総務社会（定数6人）
    - 産業建設文教（定数5人）

  - 特別委員会
    - 議会広報発行特別委員会（定数5人）

  - 議会運営委員会（定数5人）

## 官公署
道の機関
- 上川総合振興局南部耕地出張所

## 公共施設
- 中富良野町郷土館
- 中富良野町ふれあいセンターなかまーる
- 中富良野町総合スポーツセンター
- 北星スキー場
- 中富良野町農村環境改善センター
- 中富良野クリーンセンター
- 西山火葬場

## 公的機関
警察
- 富良野警察署中富良野駐在所

消防
- 富良野広域連合
  - 上富良野消防署中富良野支署

病院
- 中富良野町立病院

フリーペーパー
- ライナーネットワーク
- asatan

その他
- 富良野土地改良区[11]

## 教育機関
中学校
- 中富良野町立中富良野中学校

小学校
- 中富良野町立中富良野小学校
- 中富良野町立旭中小学校
- 中富良野町立宇文小学校
- 中富良野町立西中小学校

認定こども園
- なかふらのこども園

### 閉校
小学校
- 中富良野町立奈江小学校（1981年）
- 中富良野町立新田中小学校（1990年）
- 中富良野町立南中小学校（2016年、中富良野町立中富良野小学校へ統合）
- 中富良野町立本幸小学校（2019年、中富良野小学校へ統合）

## 経済・産業
基幹産業は農業。稲作主体の地域であったが昭和60年代に米余り時代を迎え、良質な米比率の向上と安全性を重視した米づくりを議論し、1988年（昭和63年）に地区の集団による減農薬・有機栽培モデル稲作集団を結成した。その後、他の地区集団に対しても参加を呼びかけてクリーン米の生産に取り組んでいる。
立地企業
- ホーブ

組合
- ふらの農業協同組合（JAふらの）中富良野支所

商業施設
- 西條
  - ベストム中富良野店
- 道北アークス（アークスグループ）
  - ダ・マルシェ中富良野店

金融機関
- 旭川信用金庫中富良野支店
- JAバンク北海道（北海道信用農業協同組合連合会）JAふらの 中富良野支所

郵便局
- 中富良野郵便局（集配業務は富良野郵便局が担当）

## 交通

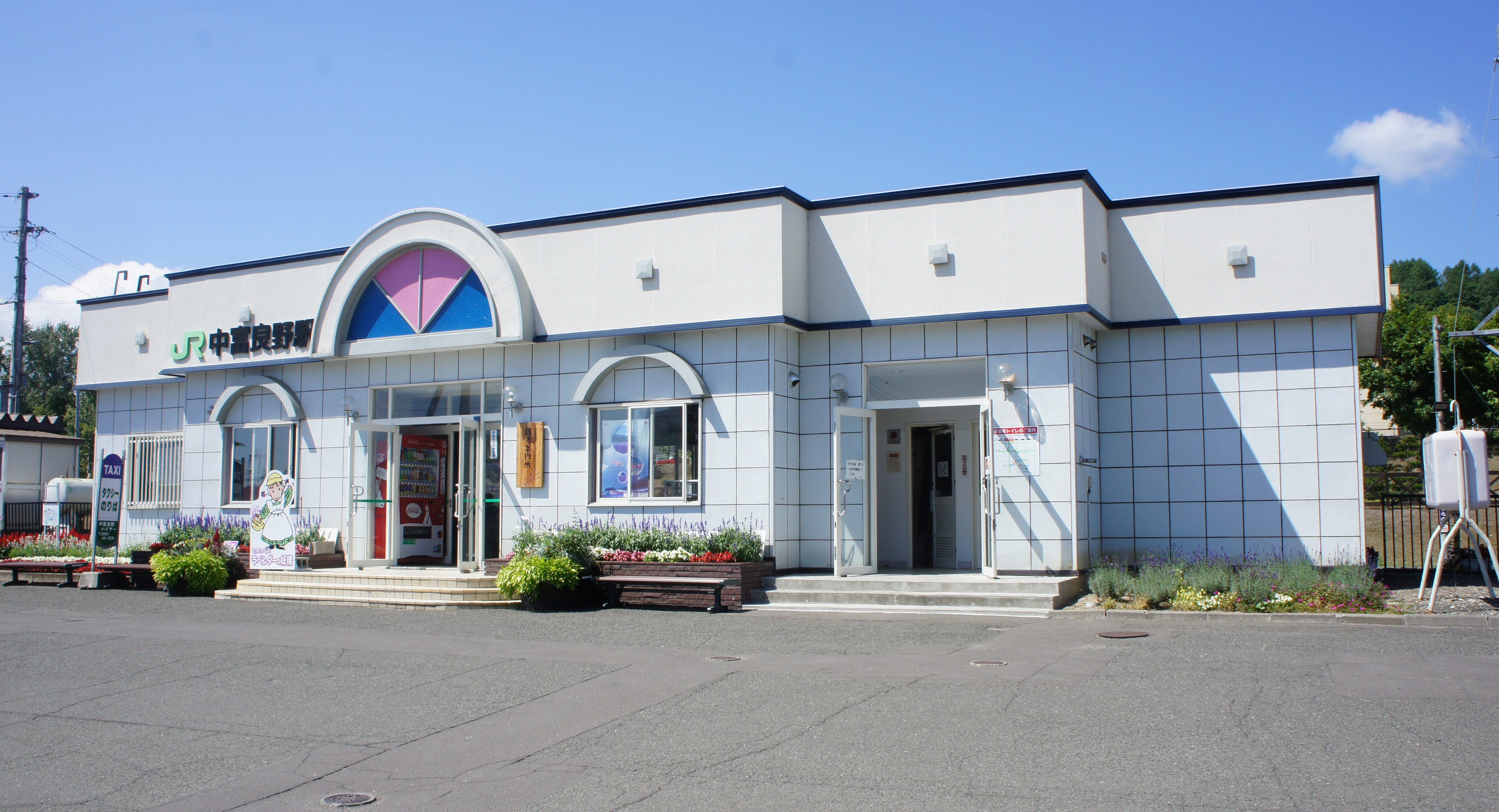
中富良野駅（2017年8月）

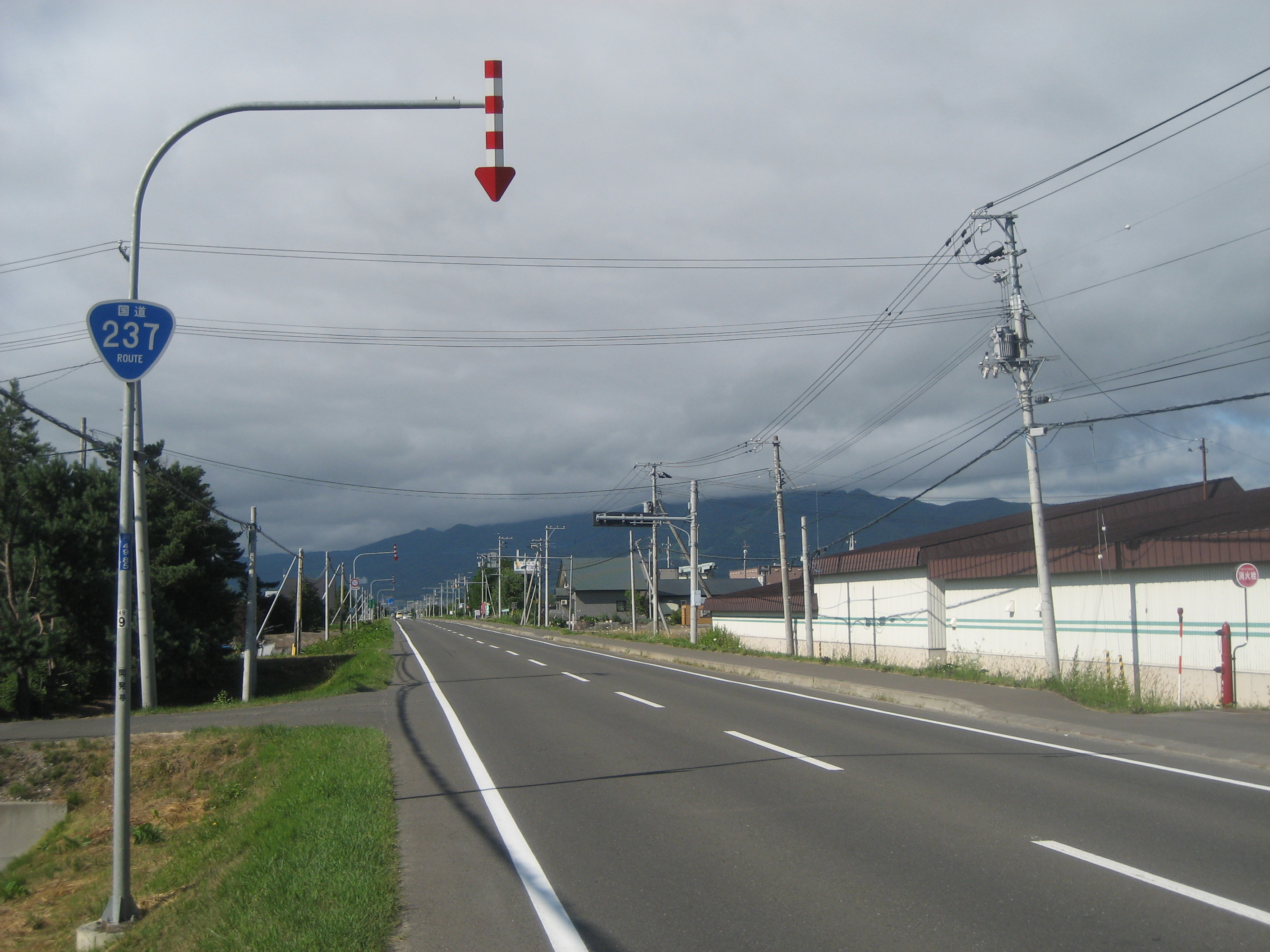
国道237号（2014年7月）

### 鉄道
北海道旅客鉄道（JR北海道）
- 富良野線：西中駅 - ラベンダー畑駅（臨時駅）- 中富良野駅 - 鹿討駅

### バス
路線バス
- ふらのバス
- 中富良野町営バス

都市間バス
- 道北バス・北海道拓殖バス・十勝バス（共同運行）

### タクシー
- 中富良野ハイヤー

### 道路
町内を通る幹線道路は、シーニックバイウェイの「大雪・富良野ルート」、大雪—富良野—十勝を結ぶ「北海道ガーデン街道」になっている。

#### 高速道路
地域高規格道路
- 旭川十勝道路（富良野北道路（事業中））

#### 一般国道
- 国道38号
- 国道237号

#### 一般道道
- 北海道道298号上富良野旭中富良野線
- 北海道道705号ベベルイ中富良野停車場線
- 北海道道759号奈江富良野線
- 北海道道851号上富良野中富良野線

## 観光地・祭事・催事

### 観光地
- ファーム富田
- 北星山ラベンダー園
- 彩香の里「佐々木ファーム」
- 森のガーデン美術館
- 北海道風景画館
- ラベンダー園ひつじの丘

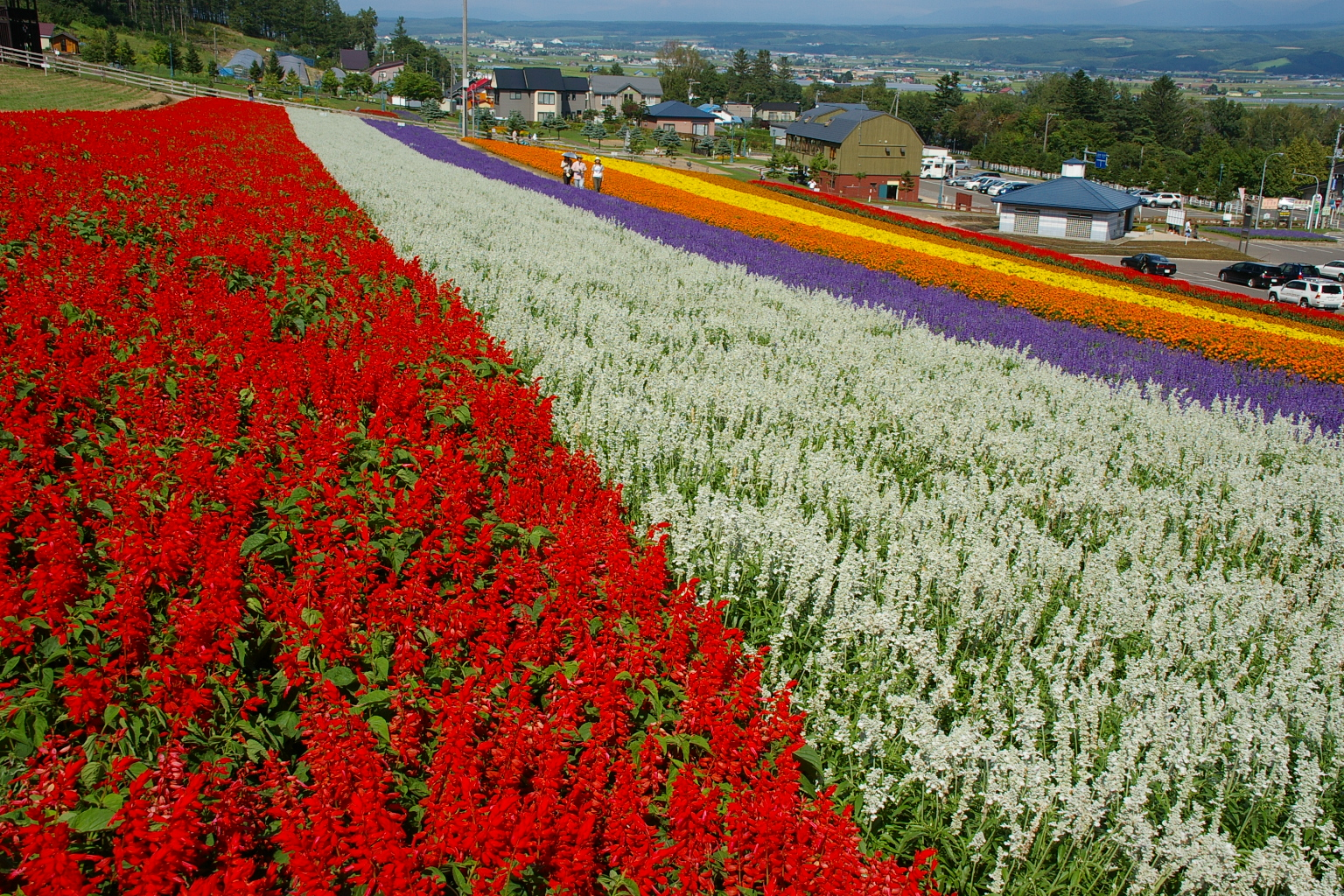
北星山ラベンダー園（2007年8月）
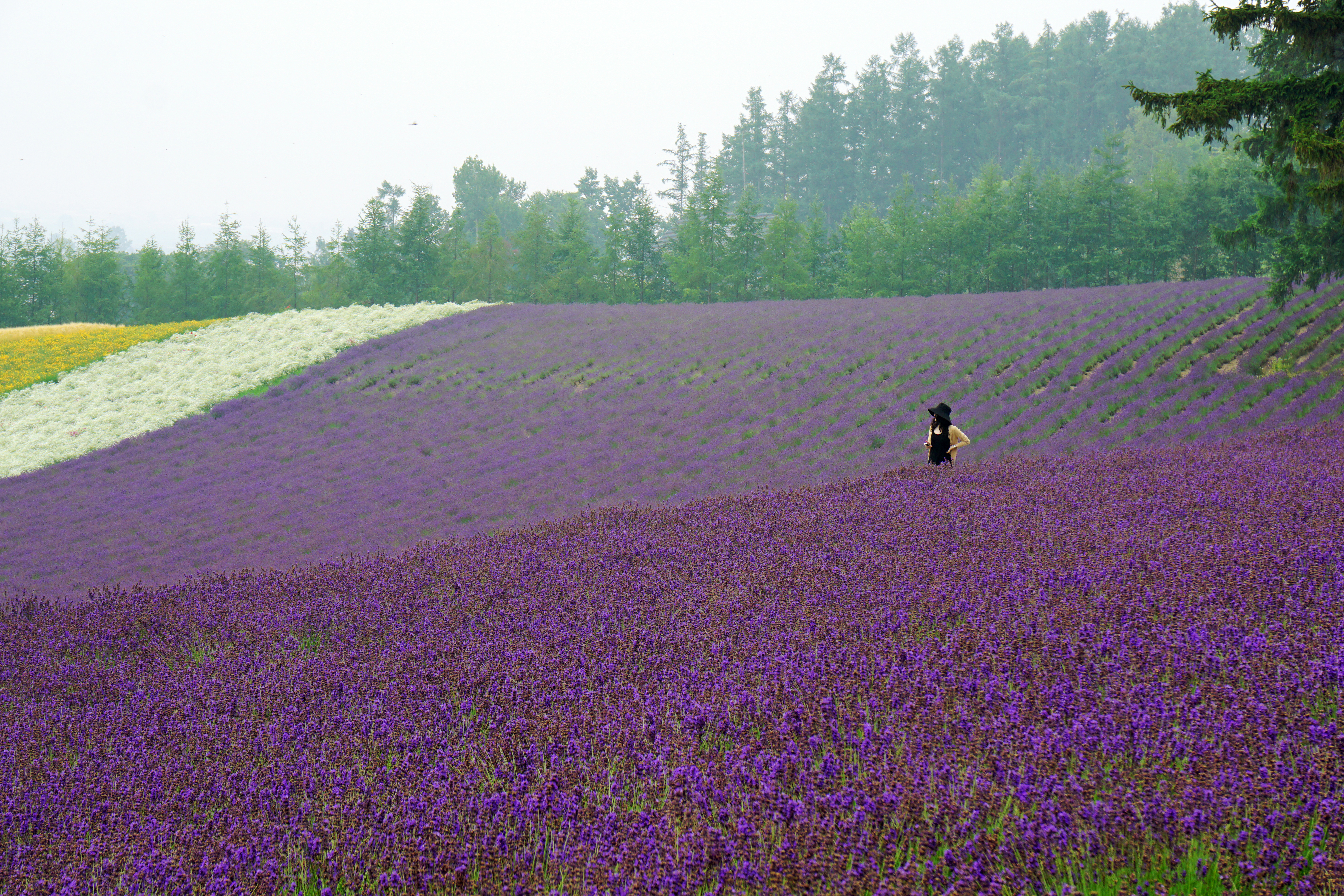
ファーム富田（2014年7月）
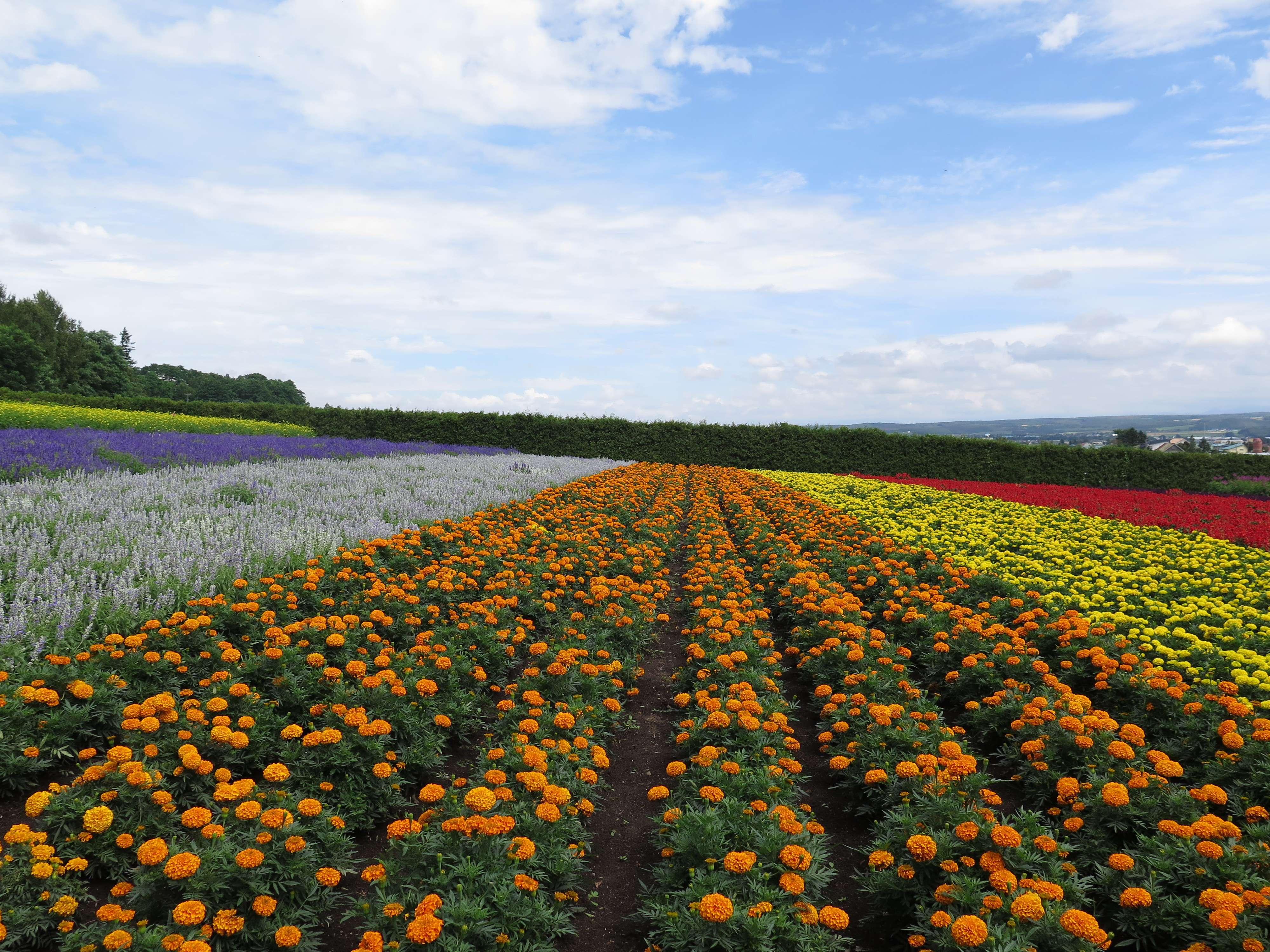
ファーム富田（2015年8月）
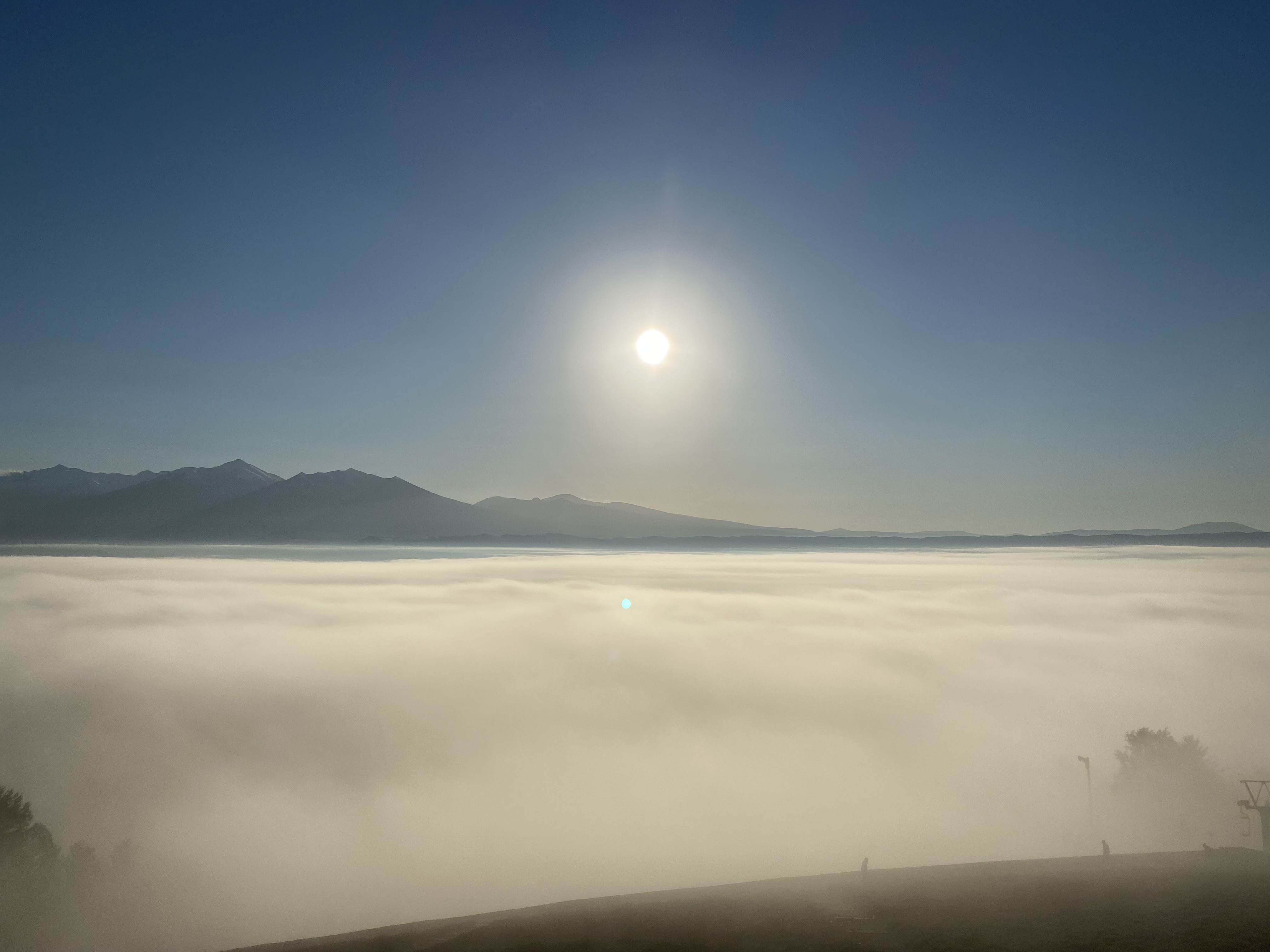
北星山から望む雲海（2021年10月）

### 祭事・催事
- ウィンターフェスティバル（2月）
- 地酒まつり（2月）
- なかふらのラベンダーまつり&花火大会（7月）
- ふれあい広場（8月）
- 納涼まつり（8月）
- お米まつり（10月）

## 特産・名産
- クリーン米[15]
- 純米酒・吟醸酒[15]
- 酒かす製品[15]
- ワイン[15]
- スイカ[15]
- メロン[15]
- タマネギ[15]
- グリーンアスパラ・ホワイトアスパラ[15]
- カボチャ[15]
- スイートコーン[15]

## 著名な出身者
- おまめサンシロー（YouTuber）
- 北猛俊（第5代富良野市長）
- 小松田清（中富良野町長）
- 多屋頼俊（国文学者）
- 林健嗣（テレビプロデューサー）
- 山崎英樹（元北海道放送アナウンサー）
- 酒井ゆかり（漫画家）
- 中谷一博（声優）

## 町民憲章・宣言
中富良野町民憲章
宣言
- 「クリーン農業推進の町」宣言（平成11年3月9日）

## 参考資料
- “富良野・美瑛 ちょっと暮らすように旅をする〜ふらのびえい田園休暇街道 〜富良野・美瑛 広域観光圏整備計画〜” (PDF).  観光庁. 2016年3月30日閲覧。
- “第5期 中富良野町まちづくり総合計画” (PDF).   中富良野町 (2011年). 2016年4月3日閲覧。
- “中富良野町勢要覧” (PDF).   中富良野町 (2012年). 2016年4月2日閲覧。
- “中富良野町農業要覧 '14” (PDF).   中富良野町産業建設課 (2014年). 2016年4月3日閲覧。
- “なかふらの広域マップ” (PDF).   なかふらの観光協会. 2016年4月2日閲覧。